# 超古代文明
超古代文明也叫古代超文明，是部分人士指稱在史前时代的地球曾经可能存在過，比起信史中的古代，更發達更繁榮的文明社会。通常有两种解释，一个是外星人来地球留下的痕迹，另一个是在现代人类文明之前，曾经存在过史前文明。但是由于缺少學術界普遍授受的文物與證據，超古代文明是否存在，仍然存在爭議。目前科學界沒有共識接納超古代文明的存在。

## 著名擁護者
- 葛瑞姆·漢卡克
- 艾利希·馮·丹尼肯